# Rezerwat przyrody Czarny Kąt
Rezerwat przyrody Czarny Kąt – rezerwat przyrody położony na terenie gminy Zbójna w województwie podlaskim.
Utworzony w 1989 roku na powierzchni 32,97 ha. Rezerwat obejmuje fragment uroczyska Wyk w Nadleśnictwie Nowogród w Puszczy Zielonej.
Przedmiot ochrony: bór brusznicowy i czernicowy, charakterystyczny dla Puszczy Kurpiowskiej.